# Sugarhill Gang (álbum)
Sugarhill Gang é o álbum de estreia do grupo de hip hop Sugarhill Gang.foi lançado em 1980 através da Sugarhill Records e foi produzido por Sylvia Robinson.

## Faixas
1. "Here I Am" - 5:09
2. "Rapper's Reprise (Jam, Jam)" - 7:40
3. "Bad News (Don't Bother Me)" - 6:45
4. "Sugarhill Groove" - 9:52
5. "Passion Play" - 5:10
6. "Rapper's Delight" - 4:55 (versão encurtada de single)